# Booka Shade
A Booka Shade egy német electrohouse-duó. Walter Merziger és Arno Kammermeier alapította, akiket a frankfurti elektronikus zene színterének tapasztalt lemezlovasaiként szoktak jellemezni. Eddig négy albumot adtak ki, a Mementot, a Movementset, a The Sun & the Neon Lightot és a More!-t. A 2005-ös szólóik közül a "Mandarine Girl" és a "Body Language" (M.A.N.D.Y.-vel) című számukat a klubokban előszeretettel játszották, és sok mix CD-hez kérték a használati jogot; a Resident Advisor a "Body Language"-t "az év egyik legjobb kiadványnak" nevezte. A "Body Language"-t will.i.am mintának használta a Songs About Girls albumon szereplő "Get Your Money" című számához.
2006. július 2-án szerepeltek a BBC Radio 1 Essential Mixében.
A kezdetekben stílusban az Underworld_(együttes)höz hasonlítottak, később egyre inkább klubzenét készítettek. A szerzeményeiket az R&S Records és a Harthouse adta ki.
2002-ben a duo megalapította a Get Physical Recordsot DJ T.-vel és a M.A.N.D.Y.-vel.

## Diszkográfia

### Albumok
- 2004 − Memento
- 2006 − Movements
- 2007 − DJ-Kicks
- 2008 − Movements - The Tour Edition
- 2008 − The Sun & the Neon Light
- 2010 − More!
- 2013 − Eve

### Single-k
- 1995 − Kind of Good
- 1996 − Silk
- 2004 − Every Day in My Life (Marc Romboy vs. Booka Shade)
- 2004 − Stupid Questions
- 2004 − Vertigo / Memento
- 2005 − Body Language (M.A.N.D.Y. vs. Booka Shade)
- 2005 − Mandarine Girl
- 2005 − Memento Album Remixes
- 2006 − Darko
- 2006 − In White Rooms
- 2006 − Night Falls
- 2006 − Played Runner (DJ T. vs. Booka Shade)
- 2007 − Body Language (M.A.N.D.Y. vs. Booka Shade) (remixes)
- 2007 − Tickle / Karma Car
- 2007 − Numbers (DJ Kicks)
- 2008 − Charlotte
- 2010 − Bad Love
- 2012 − Honeyslave
- 2013 − Haleshop
- 2013 − Blackout: White Noise
- 2013 − Love Inc
- 2014 − Crossing Borders
- 2014 − Love Drug
- 2014 − Line of Fire
- 2015 − Booka Shade Presents YARUBA
- 2015 − Wildest Thing

### Remixek
Minden remix Booka Shade Remix, kivéve ha más kikötés nincs megadva. Számos remixet a M.A.N.D.Y.-vel készítettek.
- 1996 − Blue Fiction − "When the Girl Dances"
- 1996 − Natural Born Grooves − "Forerunner"
- 1996 − Solid − "Fall Down on Me"
- 1996 − Smokin Beats − "Disco Dancin"
- 1996 − Taucher − "Happiness"
- 2004 − Freeform Five − "Strangest Things" (M.A.N.D.Y. Remix)
- 2004 − Joakim − "Come into My Kitchen" (M.A.N.D.Y. Remix)
- 2005 − Moby − "Dream About Me"
- 2005 − Tahiti 80 − "Big Day"
- 2005 − Fischerspooner − "Just Let Go" (M.A.N.D.Y. Remix)
- 2005 − Chelonis R. Jones − "Middle Finger Music"
- 2005 − The Juan MacLean − "Tito's Way"
- 2005 − The Knife − "Pass This On" (M.A.N.D.Y. Knifer Mix)
- 2005 − Mylo − "In My Arms" (M.A.N.D.Y. Remix)
- 2005 − Rex the Dog − "Prototype" (M.A.N.D.Y. Remix)
- 2006 − Depeche Mode − "Martyr" (Booka Shade Travel Mix/Booka Shade Full Vocal Mix Edit/Booka Shade Dub Mix)
- 2006 − Hot Chip − "(Just Like We) Breakdown" (Booka Shade Dub Mix/Booka Shade Vox Mix)
- 2006 − The Knife − "Marble House" (Booka Shade's Remix/Booka Shade's Polar Light Remix/Booka Shade's Polar Light Dub)
- 2006 − Lindstrøm − "I Feel Space" (M.A.N.D.Y. Remix)
- 2006 − Mylo − "Muscle Car" (DJ T. Remix)
- 2006 − Rockers Hi-Fi − "Push Push" (M.A.N.D.Y. Pusher Remix)
- 2006 − Spektrum − "May Day" (DJ T. Remix)
- 2006 − Tiefschwarz feat. Tracey Thorn − "Damage" (M.A.N.D.Y. Rmx/M.A.N.D.Y. Dub Mix)
- 2006 − Yello − "Oh Yeah"
- 2007 − Azzido Da Bass − "Lonely By Your Side"
- 2007 − Tiga − "3 Weeks" (Booka Shade Vocal Mix/Booka Shade Dub)
- 2007 − Dave Gahan − Kingdom (Booka Shade Club Mix)

## Díjak
- Beatport Music Awards – A legjobb Tech House előadó, 2008